# Absolute Entertainment
Absolute Entertainment — американская компания базировавшаяся в городе Глен-Рок (Нью-Джерси), позже Сэддл-Ривер (Нью-Джерси). Основная деятельность — разработка и издание видеоигр для Amiga, Atari 2600, Atari 7800, SEGA Game Gear, Sega Mega Drive, Sega Mega-CD, Game Boy, Nintendo Entertainment System, и Super Nintendo Entertainment System. Многие игры для Absolute Entertainment разрабатывала компания Imagineering.

## История
Компания была основана в 1986 году бывшими дизайнерами и программистами Activision Дэвидом Крейном, Гарри Китченом и Дэном Китченном. В 1995 году компанию покинули её основатели Гарри Китчен и Дэвид Крейн, чтобы создать новую компанию Skyworks Interactive.

## Выпущенные игры
- A/X-101 (1994).
- A Boy and His Blob: Trouble on Blobolonia (1989).
- Battle tank (1990).
- F-18 Hornet.
- Goofy's Hysterical History Tour (1993).
- Home Improvement (1994).
- Kung Fu Master (1984).
- Penn & Teller's Smoke and Mirrors (1995).
- Pete Rose Baseball (1989).
- Skate Boardin.
- Space Shuttle (1991).
- Star Trek: The Next Generation (1993).
- Super Battletank (1992).
- Super Battletank 2.
- Super Skateboardin.
- Title Match Pro Wrestling.
- Tomcat: The F-14 Fighter Simulator.
- Toys: Let the Toy Wars Begin! (1993).
- Turn and Burn: No-Fly Zone (1994).